# Црква Вазнесења Господњег у Чачку
Саборни храм Вазнесења Господњег у Чачку, некадашњи манастир Богородица Градачка је задужбина Жупана Страцимира, брата Стефана Немање, споменик културе од великог значаја Републике Србије из XII века.

## Оснивање храма
Не зна се тачна година оснивања храма, али се претпоставља да је изграђен између 1179. и 1190. године. Сматра се да га је саградио Жупан Страцимир, брата Стефана Немање. У то доба се звао Богородица Градачка.
Основан је на највишем месту у Чачку, то је место где Западна Морава некад није плавила, надморска висина је ту око 245м .

## Историјат
Први писани трагови о Богородици Градачкој су у Студеничком типику Светог Саве који је он написао као старешина тог манастира између 1207—1215. године. Градачки манастир био је један од најзначајнијих манастира тог времена, о чему сведочи помињање његовог игумана који је учествовао са шест игумана најзначајнијих манастира у избору старешине манастира Студенице.
Такође, у повељи краља Стефана Првовенчаног која је исписана на зиду жичког звоника, Богородица Градачка се изједначава са три најзначајнија краљевска манастира: Студеницом, Св. Ђорђем у Расу и Хиландаром.
Светостефанска хрисовуља помиње игумана Моравског Градца Јефрема који је 1317. године у избору Никодима I за архиепископа заузео шесто место међу четрнаест старешина.
Не зна се прецизно када је Градачка игуманија претворена у епископију а касније и у митрополију. Градачка епископија се први пут помиње 1453. године, али претпоставља се да је ранг епископије добила знатно раније - реорганизацијом Српске архиепископије у време краља Милутина и архиепископа Никодима (1317.-1321. године). Већ 1454. године помиње се као митрополија, о чему сведоче и већ поменути натписи на звонима које је даровао градачки митрополит Никифор.
Период који је уследио баца сенку на историјске податке о Моравском Градцу, и они су прилично штури. Тек у турском попису из 1526. године стоји да је у тадашњем Чачку (овај термин је турски и означава блато/каљ због честог изливања З. Мораве, али се задржао до данас па ћу га и ја користити) живи мали број влашког становништва и да они одржавају манастирско имање, што говори да је тада епископски манастир вероватно запустео. Тој тези иде у прилог и да је за време Ђурђа Бранковића, услед померања становништва и црквених средишта ка северу основана нова епархија (у држави познатој под каснијим називом „Пискупија Остро Брдо у кадилуку Петруш“) која је вероватно заменила Градачку и многе друге укинуте митрополије.
Чачак је постао значајнији центар турске администрације и војске, што је довело до тога да Страцимирова задужбина буде искоришћена за потребе Турака. Хајрудин Емин је од цркве направио „часну џамију“. Већ у турском попису из 1560. године помиње се царска фехтија - џамија. То је тек први од укупно три пута колико је ова хришћанска богомоља претварана у џамију. У наредним годинама смедеревски санџакбег Турали-бег гради минаре и мектеб. Он је и своје поседе увакуфио 1572. године и део прихода наменио задужбини у касаби Чачку. У опису путовања дубровачким друмом Луја де Е, барона де Корманена 1626. године први пут се помиње Чачак. 1663. године Евлија Челебија описује га као место са шест махала, шест хиљада кућа, седам џамија и три медресе.
Након Пожаревачког мира 1718. године Чачак је припао Аустријом царству а џамија је враћена у цркву. Обновљени храм освештава ваљевски епископ Доситеј Николић 1723. године. Како се наводи, у скромном инвентару за богослужење издвајају се звоно, антиминис Арсенија Чарнојевића из 1692. године, рукописно Јеванђеље и Октоих.
Ипак, већ 1739. године Београдским миром Чачак се враћа под турске границе и храм поново постаје џамија. И у записима два аустријска обавештајца (официри Јосиф Павле Митесер и Јован Павле Антонић) из 1784. године стоји да је та џамија некада била црква. Како је записао Јоаким Вујић успеси устаника довели су до још једног враћања џамије у цркву. Ипак у Првом српском устанку џамија је доста страдала од удара топова. Али када је устанак угушен 1813. године она је и по трећи пут постала џамија и то је била још око 15 година. Турци су звоно скинули и продали.
Такође и Вук Караџић пише о чачанској цркви:“...која је неколико пута турчена и крштена, стоји и сад (1820. године), али као турска џамија“.
Јован Обреновић је почео преправку старе џамије у цркву и освећењем 6. септембра 1834. године посвећена је Вазнесењу Господњем. Ипак, у својим списима ни Вук Караџић ни Јован Обреновић, ни аустријски обавештајци, ни на неким другим местима се не спомиње да је у питању Страцимирова задужбина. О томе једино сведочи Јоаким Вујић.
Тек касније, проналажењем звона и изливених натписа на њима вео тајне је уклоњен. Обнова цркве вршена је у више наврата. Након обимних радова које су водили кнез Милош и Јован Обреновић до 1834. године, обнову је наставио деценију касније епископ ужички, господин Никифор Максимовић.

## Архитектура
Црква св. Вазнесења у Чачку представља посебан пример црквене архитектуре у Србији и има своју посебну историју.
Она је саграђена на темељима средњовековне цркве. Из писма епископа ужичког Никифора, августа 1834. године закључујемо да је на тим старим темељима била обновљена црква али се не зна како је изгледала, а већ 1836. или је оправљена, или јој је дозидана припрата, јер се помиње набавка дасака за кров.
Међутим, нама је позната архитектура ове цркве из доба после 1860. године када је она у целини преправљена, када је добила зидану припрату и два звоника на западној страни. Судећи по основном делу цркве њена основа је била концентрисана са унутрашњим димензијама 12,0 х 12,0 м али нам није позната њена првобитна просторна композиција. Данас са додатом припратом дубине 9,80 м и звоницима она представља издужену основу са укупном ширином 15,0 м а дужином 33,0 м у њеној подужној осовини, са олтарном апсидом. На источној страни постоје три апсиде које су вероватно још из првобитног плана: главна је 4,0 м пречника, а бочне по 2,0 м пречника (проскомидија и ђаконикон). Велика купола над главним делом цркве, пречника 11,40 м оправдава дебљину обимних зидова од 1,60 м а висина под куполом износи 18,80 м. На западној страни око 1860. године подигнута су симетрично два звоника, са улазом између и галеријом на спрату. Звоници су квадратне основе 4,40 х 4,40 м димензија, а данас су високи 22,0 м. У Србским новинама 1851. године пише да је рађен живопис у цркви и да је општина решила да подигне од камена торањ ”… а узроком нерећног случаја који се због дрвене звонаре догодио…” Међутим, подигнута су, изгледа тек око 1860. године два торња-звоника и судећи по тадашњем изгледу, према цртежима Ф. Каница, из 1860. године, спољна композиција је представљала чисто решење романтичарске архитектуре са поделом фасада лизенама, са лучним фризом испод венца, са полукружним романским прозорима, са бифорама на странама осмоугаоне снажне куполе, у сличној архитектури на какву ћемо наилазити кроз целу ову епоху (Горњи Милановац, Аранђеловац, и др.) и са високим, мање-више барокним завршецима торњева и куполе. Нарочито пада у очи усамљен пример у црквеној архитектури Србије овог доба, да се на западној фасади, јављају два торња који фланкирају дозидан улаз и галерију. Порекло оваквог решења је несумњиво у Војводини и може се претпоставити да је градитељ ове реконструкције један од школованих архитеката тога доба, странац или Србин, којих је тада већ више било у Главној управи грађевина и по окрузима. Из Србских новина, с пролећа 1862. године дознајемо да је обављена лицитација за довршење чачанске цркве и да ”грађевински послови на цркви чачанској довршити се имајући спадају по већој части у художенствено-каменорезачки занат, но поред тога има и зидарског и клонферског посла”, а ово доказује да су се тада завршавали и главни радови на звоницима и куполи.
Данашњи изглед цркве по реконструкцији архиекте Петра Ј. Поповића, и оправкама архитекте Драгомира Тадића, садржи потпуну измену архитектуре; она је под утицајем старог српско-византијског стила Рашке школе а делимично и Моравске школе. Пропорције су измењене, звоници су повећани, облик кубета промењен, али у целини, овај споменик који је имао толико бурну историју у својој архитектонској еволуцији, даје хармоничан утисак.

## Иконостас
Како је седиште ужичке епархије било у Чачку, владика Никифор Максимовић с правом је сматрао да је постојеће стање у коме се црква налазила требало поправити. Премда је велики број икона остао из 1836. године, он 1846. године прилаже цркви Вазнесења Христовог царске двери. Вероватно је и његовом одлуком израду иконостаса поверио Живку Павловићу, у чијем је раду ценио традиционализам и конзервативност. У пет осликаних зона у резбареном дрвету налази се 48 појединачних икона. Такође, карактеристично за Живка Павловића, на парапетним плочама насликано је још шест старозаветних представа: Исак, Аврам са Исаком, Жртва Аврамова, Ноева жртва, Разбојник са крстом и Јаков. Обнова изведена средином 19. века није била поштеђена критика. Доцније, 1895. године цркву је живописао Настас Томић, Србин из Македоније. Помиње се такође да је столове начинио Димитрије Ђешковић из Крушевца.

## Обнова храма
Једна од првих модернијих обнова храма, кад је храм добио свој изглед је била 1929, а последња обнова је трајала од 2010. па до јула 2011. године.